# Hauptplatz 1, Wiener Neustadt

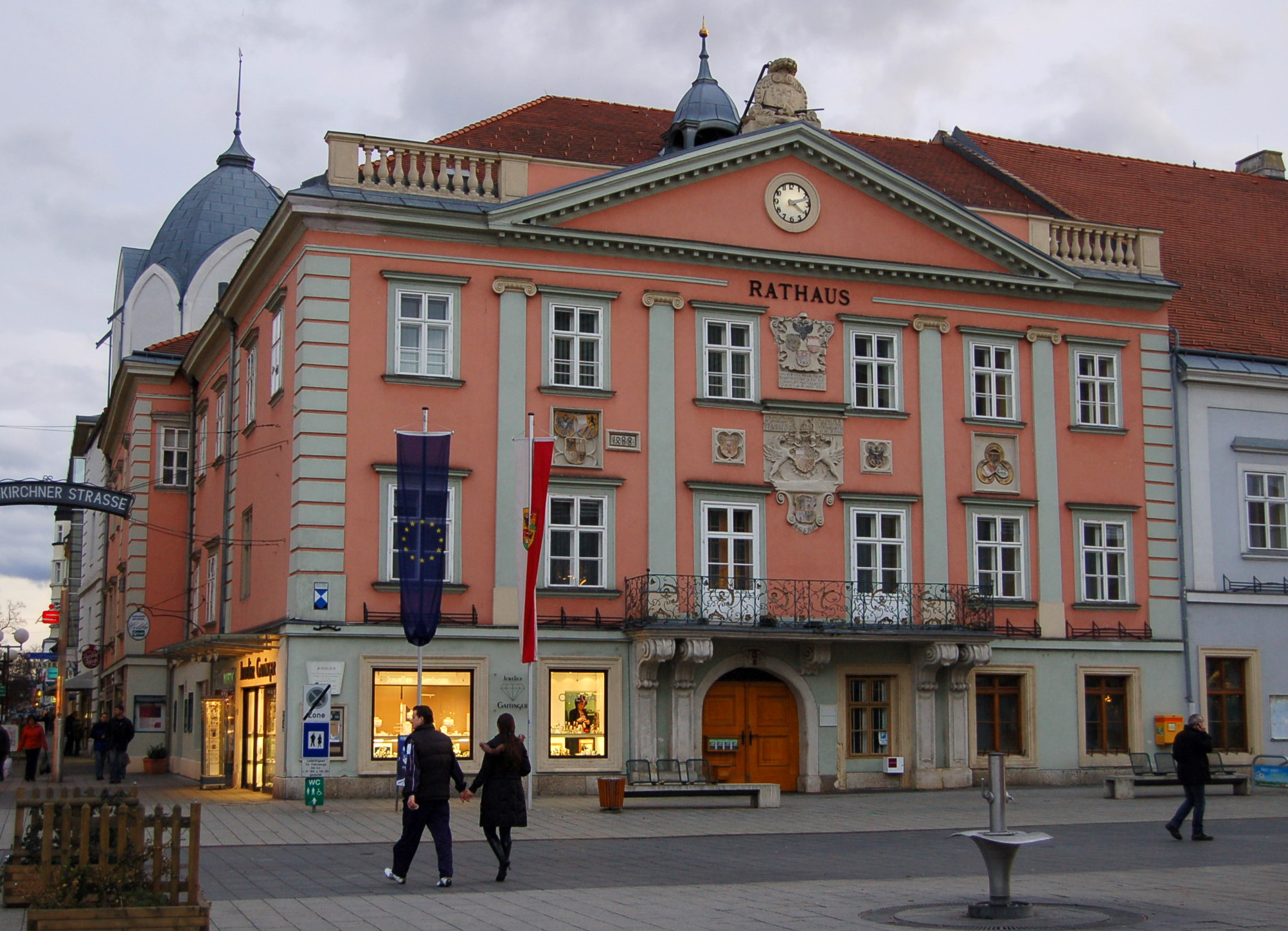
Altes Rathaus auf Hauptplatz Nr. 1

Das Alte Rathaus in Wiener Neustadt steht am Hauptplatz Nr. 1 in der Statutarstadt Wiener Neustadt in Niederösterreich. Das Rathaus steht unter Denkmalschutz (Listeneintrag). Das Neue Rathaus als barrierefreie Bürgerservicestelle befindet sich in der Neuklostergasse 4.

## Geschichte
Hauptplatz 1 steht im Eigentum der Stadtgemeinde, 1893 wurde Hauptplatz 2 erworben, und 1914 wurde Hauptplatz 3 erworben, die Nebengebäude sind baulich verbunden und werden teils für Angelegenheiten der Stadtgemeinde mitgenutzt.
Urkundlich wurde 1401 und 1431 das Rathaus auch als Schranne (Stadtgericht) genannt. Das Gebäude wurde im dritten Drittel des 16. Jahrhunderts umfassend umgebaut. 1615, 1730, 1834 und 1936 wurde umgebaut und renoviert.
- Eine Gedenktafel außen in der Neunkirchner Straße erinnert an den Arzt und Dichter Heinrich von Neustadt gestorben 1312.
- Eine Gedenktafel im Foyer erinnert an den Buchbinder Julius Kinner, mit Dezember 1870 der erste sozialdemokratische Stadtrat der Monarchie.
- Der Corvinusbecher befindet sich im Museum St. Peter an der Sperr.

## Architektur
Das Rathaus mit der Hauptfront auf Hauptplatz 1 hat eine weitere Front zur Neunkirchner Straße 2, die Rückfront steht in der Sparkassengasse. Die Fassaden zum Hauptplatz 1 bis 3 wurden 1936 durch den Architekten Franz Günter teilweise verändert.
Das dreigeschoßige Gebäude ist in der Substanz ein frühneuzeitlicher Bau mit Hofflügeln und einem Hinterhaus um einen Rechteckhof mit einem Eckturm im Südosten.
Die klassizistische Platzfront zeigt Kolossalpilaster in den Obergeschoßen, der seichte Mittelrisalit trägt einen von Balustraden flankierten Dreieckgiebel. Auf dem Giebel befindet sich nach dem Stadtbrand 1834 eine Stadtwappenkartusche von Franz Procop. Das Rundbogenportal zeigt im Keilstein das Stadtwappen mit der Bauinschrift 1596 und 1613. Der Balkon auf mächtigen Konsolen aus der ersten Hälfte des 18. Jahrhunderts hat ein schmiedeeisernes Geländer. Darüber befinden sich in der Fassade sechs polychromierte Wappenreliefsteine, diese wurden teils bei der Renovierung 1936 aufgefunden bzw. stammen von den abgetragenen Tortürmen der Stadtbefestigung Wiener Neustadt.
- Mittig oben Wappenstein vom Äußeren Fischauer Tor 1613 mit dem kaiserlichen Doppeladler und drei Wappenschilder (Alt-Österreich, Österreich, Stadtwappen).
- Mittig dazwischen Wappenstein vom Äußeren Ungartor 1614 mit von zwei Greifen gehaltenen Vollwappen Kaiser Matthias(quadriert Österreich, Alt-Österreich, Altburgund und Habsburg)
- Mittig unten Kartusche mit Stadtwappen, der Werkstatt von J. B. Zelpi zugeschrieben
- Seitlich links Stadtwappen mit Vierpass aus der zweiten Hälfte des 15. Jahrhunderts
- Seitlich rechts Wappen Herzogtum Krain in Vierpass aus der zweiten Hälfte des 15. Jahrhunderts
- Links außen Wappenstein vom Wiener Tor mit drei Wappen (Römisches Reich, Österreich/Flandern/Altburgund, Stadtwappen) um 1491/1493
- Links außen daneben separate Inschrifttafel vom Wiener Tor mit 1488
- Rechts außen Wappenstein mit drei Wappen (Römisches Reich, Österreich, Steiermark) in Dreipass mit A(EIOV) (144)8

Die östliche Seitenfront zeigt an der Ecke Neunkirchner Straße / Sparkassengasse einen eingestellten Eckturm, urkundlich von 1564 bis 1596 erbaut, Bauinschrift 1566 am ersten Geschoß unter Putz und 1590 am zweiten Geschoß. Urkundlich wurde der Baumeister Anton Woller genannt, ab 1587 Markus Pagamin. Der zweigeschoßige Eckturm hat einen quadratischen Grundriss, er zeigt Bossenquader, und trägt ein oktogonales mit unterschiedlich hohen Spitzbogen gemauertes Aufsatzgeschoß mit einer achtseitigen Kuppel aus 1834. Im Erdgeschoß zur Neunkirchner Straße befinden sich Verkaufsgeschäfte und ein Beisl sowie ein Eissalon.
Die schlichte südliche Seitenfront zur Sparkassengasse zeigt zwei vermauerte zweiteilige spätgotische Rechteckfenster mit Stabrahmung.
Im nördlichen und östlichen Innenhof gibt es einen zweigeschoßigen toskanischen Säulenarkadengang von Markus Pagamin und Bartholomäus Kropf um 1600. Im ersten Obergeschoß gibt es Kreuzgewölbe mit runden teils polychromierten Stuckfeldern mit zwei Wappenschildchen 1447. Im Stiegenhaus gibt es zwei sekundär eingemauerte ehemalige Schlusssteine vom Gewölbe des Archivraumes mit dem Stadtwappen und dem Wappen des Bürgermeisters Niklas Ottentaler 1447.
Das Rathausinnere hat in allen Geschoßen großteils gewölbte Räume, im ersten Obergeschoß den sogenannten Empfangsraum als Vorsaal des großen Sitzungszimmers, zweiachsig mit Stichkappenkranz über Wandkonsolen. In den quadratischen und runden Spiegelfeldern der Decke sind stuckierte Wappen mittig kaiserlicher Doppeladler, seitlich Alt- und Neu-Österreich bzw. Steiermark und Burgund, weiters die Bürgermeister Simon Tollasch, Stadtrichter Hans Kaiser, Stadtschreiber Johann Mayr sowie die Wappen von neun Ratsmitgliedern mit 1615.